# Denver Rockets 1969-1970
La stagione 1969-70 dei Denver Rockets fu la 3ª nella ABA per la franchigia.
I Denver Rockets vinsero la Western Division con un record di 51-33. Nei play-off vinsero la semifinale di division con i Washington Caps (4-3), perdendo poi la finale di division con i Los Angeles Stars (4-1).

## Roster
| N° | Naz.                   | Ruolo | Sportivo        | Anno | Alt. | Peso |
| -- | ---------------------- | ----- | --------------- | ---- | ---- | ---- |
| 11 | Stati Uniti (bandiera) | G     | Floyd Theard    | 1944 | 185  | 77   |
| 14 | Stati Uniti (bandiera) | GA    | Cliff Anderson  | 1944 | 188  | 91   |
| 19 | Stati Uniti (bandiera) | A     | Lonnie Lynn     | 1943 | 201  | 98   |
| 22 | Stati Uniti (bandiera) | A     | Julian Hammond  | 1943 | 196  | 93   |
| 23 | Stati Uniti (bandiera) | G     | Jeff Congdon    | 1943 | 185  | 82   |
| 24 | Stati Uniti (bandiera) | AC    | Spencer Haywood | 1949 | 203  | 102  |
| 32 | Stati Uniti (bandiera) | GA    | Larry Jones     | 1942 | 188  | 82   |
| 34 | Stati Uniti (bandiera) | A     | Walt Piatkowski | 1945 | 203  | 100  |
| 40 | Stati Uniti (bandiera) | AC    | Byron Beck      | 1945 | 206  | 102  |
| 42 | Stati Uniti (bandiera) | G     | Lonnie Wright   | 1944 | 188  | 93   |
| 44 | Stati Uniti (bandiera) | GA    | Ben Warley      | 1936 | 196  | 91   |
| 50 | Stati Uniti (bandiera) | A     | Dwight Waller   | 1945 | 198  | 100  |
| 52 | Stati Uniti (bandiera) | AC    | Julius Keye     | 1946 | 208  | 91   |
| 54 | Stati Uniti (bandiera) | A     | Greg Wittman    | 1947 | 203  | 95   |

## Staff tecnico
- Allenatori: John McLendon (9-19) (fino all'8 dicembre)[1], Joe Belmont (42-14)